# KVCウェステルロー
KVCウェステルロー（オランダ語: Koninklijke Voetbal Club Westerlo, オランダ語発音: [ˈkoː.ˌnɪŋk.lə.kə ˈvut.bɑl ˈklʏp ˈβɛs.tər.lo]）は、ベルギー・アントウェルペン州ウェステルローを本拠地とするサッカークラブである。2022-23シーズンはベルギー・ファースト・ディビジョンA（1部）に所属している。
ホームスタジアム名のHet KuipjeはThe Small Tankという意味である。オランダ・エールディヴィジのフェイエノールトのスタジアムであるデ・カイプ (De Kuip = "The Tank") から取っている。

## 歴史
ウェステルローのサッカークラブとして1917年に学生たちによって創設された「Sportkring De Bist Westerlo」というチームが、創設5年目に一旦消滅したのち、1931年に「Bist Sport」という名称で復活した。このチームは1933年に「Sportkring Westerlo」となったのだが、そのとき数名の選手たちがチームを離れ新たに「Westerlo Sport」というクラブを設立する。これらが現在のクラブの原型である。
1942年には分裂した2つのクラブ、「Sportkring Westerlo」と「Westerlo Sport」が再び1つのクラブとなることが決定。「V.C. Westerlo」となった。
1996年からはクラブ名の頭にRoyalの意味を持つKoninklijkeを付けて「K.V.C. Westerlo」となっている。

## タイトル

### 国内タイトル
- ベルギー・セカンドディビジョン：2回
  - 2013-14, 2021-22
- ベルギーカップ：1回
  - 2000-01

### 国際タイトル
なし

## 過去の成績
- 2000-01 ジュピラーリーグ 8位
- 2001-02 ジュピラーリーグ 14位
- 2002-03 ジュピラーリーグ 10位
- 2003-04 ジュピラーリーグ 6位
- 2004-05 ジュピラーリーグ 12位
- 2005-06 ジュピラーリーグ 9位
- 2006-07 ジュピラーリーグ 8位
- 2007-08 ジュピラーリーグ 9位
- 2008-09 ジュピラー・プロ・リーグ 6位
- 2009-10 ジュピラー・プロ・リーグ 12位
- 2010-11 ジュピラー・プロ・リーグ 8位
- 2011-12 ジュピラー・プロ・リーグ 15位 降格
- 2012-13 ベルギー・セカンドディビジョン 3位
- 2013-14 ベルギー・セカンドディビジョン 1位 昇格
- 2014-15 ジュピラー・プロ・リーグ 11位
- 2015-16 ジュピラー・プロ・リーグ 15位
- 2016-17 ベルギー・ファースト・ディビジョンA 16位 降格
- 2017-18 ベルギー・ファースト・ディビジョンB 7位
- 2018-19 ベルギー・ファースト・ディビジョンB 4位
- 2019-20 ベルギー・ファースト・ディビジョンB 1位
- 2020-21 ベルギー・ファースト・ディビジョンB 4位
- 2021-22 ベルギー・ファースト・ディビジョンB 1位 昇格
- 2022-23 ベルギー・ファースト・ディビジョンA 7位
- 2023-24 ベルギー・ファースト・ディビジョンA 11位

## 現所属メンバー
2025年1月21日
注：選手の国籍表記はFIFAの定めた代表資格ルールに基づく。
| No. | Pos. |                  | 選手名                       |
| --- | ---- | ---------------- | ---------------------------- |
| 1   | GK   | トルコ           | シナン・ボラト ()            |
| 3   | DF   | コートジボワール | バカリー・ハイダラ           |
| 4   | MF   | ベルギー         | マティアス・フィクセレス     |
| 5   | DF   | オーストラリア   | ジョーダン・ボス ()          |
| 7   | FW   | イラン           | アラーヤル・サヤードマネシュ |
| 9   | FW   | クロアチア       | マティヤ・フリガン           |
| 10  | MF   | イングランド     | アルフィー・ディヴァイン     |
| 11  | MF   | トルコ           | ムハネド・ギュムシュカヤ     |
| 13  | FW   | 日本             | 坂本一彩                     |
| 15  | MF   | ウクライナ       | セルヒー・シドルチュク       |
| 17  | MF   | ベルギー         | ラフ・スメケンス             |
| 18  | MF   | アメリカ合衆国   | グリフィン・ヨウ             |
| 19  | FW   | ベルギー         | イルサン・ムリッチ           |
| 20  | GK   | ベルギー         | ニック・ギレケンス           |
| 22  | DF   | アメリカ合衆国   | ブライアン・レイノルズ       |
| 23  | DF   | ベルギー         | ルビン・セイガース           |
| 25  | DF   | ベルギー         | ツール・ロメンス             |

| No. | Pos. |                | 選手名                           |
| --- | ---- | -------------- | -------------------------------- |
| 30  | GK   | ベルギー       | コーエン・ファン・ランヘンドンク |
| 32  | DF   | ブルガリア     | エディソン・ヨルダノフ ()        |
| 33  | DF   | ロシア         | ロマン・ノイシュテッター ()      |
| 34  | MF   | トルコ         | ドギュチャン・ハルポラット ()    |
| 36  | MF   | オーストラリア | リース・ユーリー                 |
| 39  | MF   | ベルギー       | トーマス・ヴァン・デン・カイブス |
| 40  | DF   | トルコ         | エミン・ベイラム                 |
| 44  | DF   | クロアチア     | ルカ・ヴシュコヴィッチ           |
| 46  | DF   | ベルギー       | アーサー・ピエドフォート         |
| 47  | FW   | スコットランド | アデディレ・メブデ ()            |
| 49  | FW   | アメリカ合衆国 | ジュリアン・プラシアス ()        |
| 60  | GK   | ベルギー       | ゼンゾ・デ・ブック               |
| 77  | FW   | コスタリカ     | ホシマール・アルコセル           |
| 99  | GK   | デンマーク     | アンドレアス・ユングダル         |
| --  | MF   | デンマーク     | ニコラス・マドセン               |
| --  | FW   | ベルギー       | ルーカス・スタシン               |

## ローン移籍
in
注：選手の国籍表記はFIFAの定めた代表資格ルールに基づく。
| No. | Pos. |              | 選手名                                           |
| --- | ---- | ------------ | ------------------------------------------------ |
| 10  | MF   | イングランド | アルフィー・ディヴァイン (トッテナム)            |
| 13  | FW   | 日本         | 坂本一彩 (ガンバ大阪)                            |
| 44  | DF   | クロアチア   | ルカ・ヴシュコヴィッチ (HNKハイドゥク・スプリト) |

| No. | Pos. |                | 選手名                                         |
| --- | ---- | -------------- | ---------------------------------------------- |
| 49  | FW   | アメリカ合衆国 | ジュリアン・プラシアス (ノースカロライナFC) () |
| 99  | GK   | デンマーク     | アンドレアス・ユングダル (クレモネーゼ)        |

out
注：選手の国籍表記はFIFAの定めた代表資格ルールに基づく。
| No. | Pos. |            | 選手名                          |
| --- | ---- | ---------- | ------------------------------- |
| --  | FW   | ベルギー   | キアン・ヴァーセン (ヴィレムII) |
| --  | MF   | ポーランド | カロル・ボリス (NKマリボル)     |

| No. | Pos. |                  | 選手名                                    |
| --- | ---- | ---------------- | ----------------------------------------- |
| --  | MF   | スロバキア       | ヤン・ベルナト (ドゥナイスカー・ストレダ) |
| --  | FW   | コートジボワール | フェルナンド・グーレ (チューリッヒ)       |

## 歴代監督
- エルウィン・ヴァンデンベルグ 1995
- ヤン・クーレマンス 1999-2005
- ヤン・クーレマンス 2007-2012
- フランク・ドーウェン（英語版） 2012-2013
- ヴェドラン・ペニッチ（フランス語版） () 2013
- デニス・ファン・ヴァイク（英語版） 2013-2015
- ハーム・ファン・フェルトホーフェン（英語版） () 2015
- ボブ・ペータース（英語版） 2015-2016
- ジャッキー・マチッセン（英語版） 2016-2017
- ヴェドラン・ペニッチ（フランス語版） () 2017
- ボブ・ペータース（英語版） 2017-2021
- ジョナス・デ・ロエック（英語版） 2021-2023
- リック・デ・ミル（英語版） 2023-2024
- バルト・ホール 2024
- ティミー・シモンス 2024-